# Ivan Alipiev
Ivan Alipiev (Sofia, 28 juli 1999) is een Bulgaars basketballer.

## Carrière
Alipiev speelde in de jeugd van BK Levski Sofia, hij maakte op 16-jarige leeftijd zijn debuut bij die ploeg en speelde ook bij de jeugdploeg in de tweede klasse en daarna bij Fab Five Sofia. In 2018 speelde hij ook nog voor eersteklasser PBK Akademik. Hij ging daarop spelen voor Loyola Marymount Lions in het Amerikaanse collegebasketbal van 2018 tot 2022. Hij keerde daarna terug naar Europa en tekende bij Traiskirchen Lions in Oostenrijk. Hij speelde niet voor hen en tekende bij de Italiaanse tweedeklasser Latina Basket waar hij twee seizoenen speelde.
Hij tekende in 2024 voor de Belgische eersteklasser Antwerp Giants. In januari 2025 verliet hij de Antwerp Giants.